# Jean-Baptiste Rousseau
Jean-Baptiste Rousseau (París, 6 d'abril de 1669, 1670 o 1671 - Brussel·les, 17 de març de 1741) fou un poeta i dramaturg francès.

## Biografia
Fill d'un sabater enriquit, Jean-Baptiste Rousseau va ser educat amb molta cura, fent els seus estudis als Jesuïtes del Liceu Louis-le-Grand.
Per tal d'ajustar-se a l'esperit de devoció que Madame de Maintenon propugnava cap al final del regnat de Lluís XIV de França, Jean-Baptiste Rousseau va començar per compondre la imitació d'un salm, que va posar, segons es diu, entre les mans del mariscal Anne Jules de Noailles. El poema va agradar, i el seu autor va ser cridat per compondre odes religioses pel duc de Bourgogne. Al mateix temps, escrivia en secret epigrames llicenciosos per Philippe de Vendôme, el Gran Pior, i per la Societat del Temple, a la qual hi havia estat introduït per Charles-Auguste de La Fare, marquès de La Fare, i per Guillaume Amfrye de Chaulieu, l'abat de Chaulieu. S'ha dit que componia els seus salms sense devoció i els seus epigrames sense llibertinatge. Va ser un dels convidats de la duquessa del Maine als seus salons literaris i a les festes de les Grans Nits de Sceaux, al cercle dels Cavallers de la Mosca a la Mel al Castell de Sceaux.
L'habilitat que mostrava fent versos li va aportar la protecció de Nicolas Boileau, qui va convertir-se en conseller seu i el considerava com l'únic capaç d'escriure continuant la tradició clàssica. Va ser també protegit pel baró de Breteuil, introductor dels Ambaixadors i pare de la marquesa del Châtelet, i pel futur mariscal de Tallard. Aquest últim li va dur amb ell l'any 1697 quan va ser anomenat ambaixador a Londres a la cort de Guillem III d'Anglaterra, un fet que li va possibilitat el conèixer a Charles de Saint-Évremond.
Rousseau va tornar a França l'abril de 1699. Poc després del seu retorn, el director de finances del regne, Hilaire Rouillé du Coudray, es va convertir en el seu mecenes. Aquest gran aficionat del «gust italià» era al cercle d'amistats de Felip d'Orléans, futur regent de França. En 1748, Voltaire va escriure a la seva Vida de Senyor Jean-Baptiste Rousseau : «Rouillé tenia una mestra, la senyoreta de Louvancourt, amb una veu una molt maca [...]. Rousseau […] per agradar-los […] va compondre […] les paraules [de] cantates [qui van ser ràpidament posades en música], i que són les primeres que tenim escritres en francès. Les va corregir temps després. Hi en té de molt boniques; és un gènere nou que li devem a ell». Es tracta, en efecte, d'una forma profana, a la vegada literària i musical, creada a imitació de les cantates italianes. A França, aquesta forma hauria doncs nascut vers l'any 1700 (gràcies a la seva posada en música per compositors com ara Jean-Baptiste Morin, Nicolas Bernier, Jean-Baptiste Stuck…, obres que datarien, les més antigues, de 1702-1703). La moda se'n va difondre a continuació molt ràpidament a tota França.
En 1708, Rouillé va oferir a Rousseau una feina d'administrador de les granges, que el poeta va rebutjar per semblar-li poc compatible amb la necessària independència d'un intel·lectual. En 1701, va ser elegit membre de l'Acadèmia de les inscripcions i llengües antigues.
Rousseau va intentar fer-se un nom com a autor de teatre, sense èxit, escrivint un total de tres comèdies i dues òperes. Només una d'aquestes obres, la comèdia Le Flatteur, va assolir algun èxit, al començament, abans de caure en l'oblit. L'autor, furiós per aquests revessos, els va atribuir a complots dels seus enemics i els va atribuir a alguns dels habituats clients del cafè de la viuda de Laurent, un local situat al carrer Dauphine a prop del teatre de la Comédie Française, on es reunien intel·lectuals como ara Houdar de la Motte, Danchet, Saurin, Crébillon i Boindin, i on Rousseau n'era també assidu. Se sap també que altres artistes i intel·lectuals (entre els quals alguns músics) freqüentaven aquest cèlebre cafè.
Rousseau va intentar venjar-se dels seus enemics. Així, es van començar a trobar versos satírics contra Danchet sota les taules del cafè, que eren fàcilment reconeixibles com atribuïbles a l'irascible poeta. Va succeir diverses vegades, malgrat que la viuda de Laurent va demanar a Rousseau que no ho tornés a fer al seu establiment. Aleshores va enviar per correu els epigrames, amb origen a Versalles, la ciutat on residia Rousseau. Es va alerta la policia, i aleshores els enviaments van cessar.
En 1710, Rousseau es va personar a l'Acadèmia Francesa contra Houdar de la Motte i va ser derrotat. Això li va suposar una gran decepció. L'aparició dels versos va començar de nou i es van convertir veritablement en un fet desagradable, no només anaven plens d'insults contra els seus oponents, sinó també contra les figures d'alt nivell, i amb blasfèmies religioses. Rousseau va haver de suportar les ires, al Palau Reial de París, de La Faye, capità dels guàrdies i poeta a qui s'havien atribuït els versos. Rousseau va presentar una denúncia contra La Faye per assalt, però La Faye va respondre amb una demanda per difamació. Rousseau va retirar més tard la seva demanda, la qual cosa va suposar que La Faye retirés la seva. Rousseau ho va fer perquè havia decidit anar contra Saurin com a autor dels versos. Saurin va ser detingut, però va ser capaç de demostrar que els testimonis presentats contra ell havien estat subornats. Un decret del Parlament de París de data 27 de març de 1711 el va absoldre i va ordenar a Rousseau que li pagués 4.000 lliures en danys. En una segona sentència, de 7 d'abril de 1712, Rousseau va ser condemnat al desterrament de per vida «com a acusat i condemnat per haver escrit i distribuït versos impurs, satírics i difamatoris».
La qüestió de saber si Rousseau va ser o no l'autèntic autor dels versos satírics no ha estat mai aclarida. Ell afirmava que les havia escrit Saurin, amb l'ajuda de Houdar de la Motte i d'un joier anomenat Malafaire. La factura d'aquests versos, molt mediocre, és en efecte molt lluny de la manera d'escriure usual de Rousseau, però les faltes que contenen són tan tosques com les seves, un fet que fa pensar que potser algú hauria provat de disfressar el seu estil.
Rousseau, avançant-se a l'arrest dictat pel Parlament, havia ja abandonat la França, per anar a Suïssa, com a hoste de l'ambaixador de França, Charles-François de Vintimille du Luc, comte de Luc. Aquest el va portar al congrés de Bade, on va ser presentat al príncep Eugeni de Savoia, amb qui va passar tres anys com a hoste a Viena. Es va instal·lar a continuació a casa del duc Lépold-Philippe d'Arenberg a Brussel·les, on el baró de Breteuil li va procurar, en 1717, cartes d'agraïment. Rousseau no va voler fer-ne ús de les cartes, reclamant de ser jutjat de nou, però mai no li va ser concedit.
En 1722, a Brussel·les, Rousseau va trobar Voltaire. El que es va passar exactament durant aquella entrevista no està pas clar, però el resultat va ser una enemistat de per vida, violenta i profunda, dels dos autors. Segons Rousseau, durant un passeig en carruatge, «el petit murri d'Arouet li havia indignat de tal manera, per la llicència de les seves paraules i per la lectura d'una oda profana, que el vaig haver d'amenaçar amb baixar-me i deixar-lo sol».
En 1737, cansat de l'exili, Rousseau va sol·licitar l'autorització de tornar a França. Els seus protectors li van aconsellar d'anar a París, i va decdir-se a fer-ho cap al final de 1738, residint a la ciutat alguns mesos d'amagat, sota el nom de Richer. «Està consumit per l'odi», deia llavors d'ell Alexis Piron. «No parla bé de ningú. […] Malgrat el seu pes i la visible decadència causada per l'apoplexia, porta una perruca molt coqueta, que fa perfectament joc amb un rostre destruït i un cap que oscil·la. […] Viu amb els jesuïtes. Té menys consistència que un ximple».
Les gestions fetes en el seu favor no van tenir èxit, de tal manera que va haver de marxar cap a Brussel·les en febrer de 1739, on va morir en 1741.

## Posteritat literària
Pels seus contemporanis, Rousseau havia estat considerat com «el príncep dels nostres poetes lírics». Després de la seva mort, Jean-Jacques Lefranc de Pompignan li va dedicar una magnífica oda de la qual Charles-Augustin Sainte-Beuve va dir amb malícia que era la més bonica oda deguda a Rousseau. En realitat al segle xix l'obra de Rousseau era quasi universalment menyspreada:
«La seva versificació és d'una extrema correcció, i els seus versos són harmoniosos, i de vegades fins i tot musicals. Però les seves poesies líriques són totalment desproveïdes de sentiment, i sovint també de pensament. Son belles construccions sense ànima, qui tempten de dissimular el seu buit sota l'abús de la mitologia i d'una pompa que la seva retòrica buida també. Les odes són pesades, els salms pateixen de manca de sinceritat, les epístoles no tenen naturalitat, i per fi les cantates són les que suporten la millor lectura avui en dia, amb els epigrames, gènere pel qual Rousseau hi tenia un veritable talent, servit per una maldat qui va suposar la seva desgràcia en la segona meitat de la seva existència».

## Obres
Odes :
- Odes sagrades
- Tres llibres d'Odes, entre elles l'Oda a M. el Príncep Eugène de Savoie

Cantates :
- 3 cantates, a: Recull de cantates, continent totes les que es canten als concerts: per l'ús dels Aficionats de la Música & de la Poesia, compilació, per J. Bachelier (La Haye, Alberts i van der Kloot, 1728). Ed. en facsímil, Ginebra, Minkoff [1992].
- 14 cantates, a : Obres diverses de Mr Rousseau (Amsterdam, François Changuion, 1729, 3 toms).
- 6 cantates (a Carpeta de J.B. Rousseau, ed. Nicolas Lenglet-Dufresnoy, Amsterdam, Marc-Michel Rey, 1751).
- 6 cantates, a: Obres (Londres, sense editorial, 1781, 2 toms).

### Llista cronològica de les seves obres de teatre
- Le Café, comèdia en 1 acte, en prosa (1694) Text en línia
- Jason, òpera en 5 actes, en versos (1696)
- Le Flatteur, comèdia en 5 actes, en prosa (1698) Text en línia
- Vénus et Adonis, òpera en 5 actes, en versos (1697)
- Le Capricieux, comèdia en 5 actes, en versos (1700)
- La Noce de village, mascarada (1700)
- La Ceinture magique, comèdia en 1 acte, en prosa (1702)
- Obres (1712)
- Obres, 2 volums (1723)
- L'Hypocondre, comèdia no representada
- La Dupe de lui-même, comèdia no representada
- La Mandragore, comèdia no representada
- Les Aïeux chimériques, comèdia no representada
- Cartes sobre diferents assumptes de literatura (1750)